# Cymindis axillaris
Cymindis axillaris es una especie de escarabajo de la familia Carabidae.

## Distribución geográfica
Se distribuyen por el paleártico: Europa y la mitad occidental de Asia.